# Альфонсо XIII
Альфо́нсо XIII (исп. Alfonso XIII, 17 мая 1886, Мадрид — 28 февраля 1941, Рим) — король Испании (1886—1931), прадед короля Филиппа VI.

## Царствование
В отличие от большинства монархов в истории, Альфонсо царствовал с момента появления на свет, родившись через 6 месяцев после смерти своего отца Альфонсо XII и будучи немедленно провозглашённым королём, но не до конца жизни, оказавшись изгнанным из страны революцией.
Молодой король получил строгое элитарное образование с военным уклоном, однако это не помешало ему приобщиться к идеям либерализма. Он отчётливо осознавал необходимость экономических и политических реформ в духе британской модели, но с учётом национальных особенностей. В политической системе Испании король занимал центральное положение и, как почти все его коллеги в Европе, обладал весьма широкой конституционной властью, а также важными полномочиями в военных делах и внешней политике, деля с кортесами суверенитет. Его главное влияние на политику базировалось на его решающей роли в формировании правительства, при котором он использовал так называемые «королевские прерогативы» для назначения и смещения главы правительства. Его целью при этом было облегчение согласованной смены правительства и «созыв» новых кортесов, в которых пришедшая к власти партия располагала бы достаточным для господства большинством. Благодаря наличию такого механизма Альфонсо часто вмешивался в дела правительства, назначая и смещая министров сообразно собственным вкусам.
Отроческие и молодые годы короля пришлись на испанско-американскую войну 1898 г., утрату Кубы и Филиппин, начало политического кризиса в стране — за годы его царствования анархисты убили четырёх премьер-министров Испании. Регентом в малолетство Альфонсо XIII выступала его мать Мария Кристина Австрийская. В 1902 году 16-летний монарх был провозглашён совершеннолетним.
Несмотря на родственные узы со многими королевскими домами Европы, Альфонсо XIII сумел удержать Испанию от вступления в Первую мировую войну. Но даже при соблюдении политики нейтралитета, мировая война тяжело ударила по экономике страны. В 1915—1918 гг. разразился тяжёлый продовольственный кризис, вызванный неурожаями. Активизировались рабочие, начались всеобщие стачки, наблюдался рост цен и падение производства. Во время одной из поездок по стране, в провинцию Эстремадура, король был так удручён бедственным положением народа, жившего будто в Средние века, что основал благотворительный «Фонд Лас-Ундес» с целью развития инфраструктуры провинции и повышения уровня жизни населения. В годы войны Альфонс, пользуясь своими большими династическими связями, организовал на свои деньги при королевской канцелярии специальный секретариат, куда поступали запросы на информацию и вмешательство в отношении заключенных с обеих сторон; это было возможно благодаря хорошим контактам и отношениям короля с различными соперничающими странами. Он использовал посольства для получения информации от заключенных и позволял военнопленным с обеих сторон связываться со своими семьями. Таким образом, секретариат спас около 70 000 гражданских лиц и 21 000 солдат, прояснялись данные по 136 000 военнопленным, сам король совершил 4 000 инспекционных посещений лагерей для военнопленных. Он также выступил за запрет атак госпитальных кораблей в подводной войне, предложив установить нейтральную инспекцию испанскими военными и таможенниками этих судов на выходе и входе в порт. В то время как все европейские королевские дома отвернулись от российской императорской семьи, включая самого Георга V, двоюродного брата царя Николая II, стремление Альфонсо XIII освободить их и вывезти в Испанию является уникальным. Однако большевистская революция сорвала эти планы.
В 1906 году во время свадьбы короля Матео Морраль бросил бомбу в кортеж. 24 прохожих и солдат погибли, более 100 человек получили ранения, но Альфонс и его невеста не пострадали. Во время пандемии испанского гриппа, разбушевавшегося в последние месяцы Первой мировой войны в 1918 году, король также заболел, но выздоровел.
17 мая 1905 года он получил чин британского полного генерала, а 3 июня 1928 года ему было присвоено звание британского фельдмаршала.
В 1923—1930 годах фактическим правителем Испанского королевства был премьер-министр генерал Мигель Примо де Ривера. Подозрения историков, что Альфонсо играл решающую роль в путче военных 1923 года, подтверждения не получили. Во всяком случае, он никак не подстрекал мятежников и не давал соответствующих указаний. Режим Примо де Риверы изначально планировался как переходный, но оказалось, что ни консервативные, ни либеральные партии не пользуются поддержкой народа. Да и сам Альфонсо не стремился восстанавливать парламентскую систему. Похоже, ему надоела политическая суета, и он с удовольствием возложил бремя власти на Примо де Риверу. Это было главной ошибкой короля. Своим пособничеством диктатуре военных монарх растерял общественный авторитет, а игнорируя старых политиков-монархистов, вынудил их сблизиться с республиканцами и лишил себя главной политической опоры.

## Свержение и изгнание
В 1930 году Примо де Ривера был вынужден уйти в отставку, и республиканцы организовали муниципальные выборы, превратившиеся в плебисцит. Его результаты показали негативное отношение испанцев к монархии. На следующий день после выборов «революционный комитет» распространил манифест, призывавший к провозглашению республики. Многочисленные демонстрации по всей стране требовали формирования временного правительства и отказа Альфонсо XIII от власти. Правительство адмирала Хуана Баутисты Аснара в полном составе ушло в отставку. Никто из монархистов не решился в такой ситуации возглавить правительство, и практически все они рекомендовали королю покинуть страну.
В ночь на 14 апреля 1931 года Альфонсо XIII в собственном вагоне оставил Мадрид, простившись с королевой и детьми, которые несколько дней спустя также должны были последовать в эмиграцию. Беглецы направились в Картахену, откуда на борту крейсера «Принц Астурийский» отплыли в Марсель. Перед отъездом Альфонсо XIII во избежание гражданской войны подписал манифест, в котором признавал свои ошибки и отказывался путём насилия утверждать свой статус, не заявляя об отказе от короны и не изъявляя готовности к отречению.
В первые годы изгнания Альфонсо пытался мирным путём восстановить монархию с согласием на верховную власть парламента, но его идеи не встречали понимания у монархистов разных мастей. В конце концов, король-изгнанник был вынужден одобрить создание единой монархистской партии «Испанское обновление», вступив в союз с консервативными военными и карлистами. Однако часть либеральных единомышленников требовала от Альфонсо отречения в пользу сына Хуана, графа Барселонского, чего тот делать не желал. Интриги и склоки среди монархистов побуждали Альфонсо всё больше отдаляться от политической деятельности, посвящая свободное время тому, чего был лишён, будучи официальным лицом. Он много путешествовал по миру, кутил в дорогих ресторанах, участвовал в охотах, на которые его приглашали королевские дома Европы.
Однако жизнь экс-короля состояла не из одних только развлечений. Вскоре в ней началась целая вереница несчастий. Сначала его бросила жена Виктория Евгения Баттенбергская. Затем в 1934 году в автокатастрофе в Австрии погиб его младший сын Гонсало, а в 1938 году в США на машине разбился первенец Альфонсо, граф Ковадонга. Прожив несколько лет во Франции, король-изгнанник перебрался в Италию и умер в Риме 28 февраля 1941 года.

## Семья

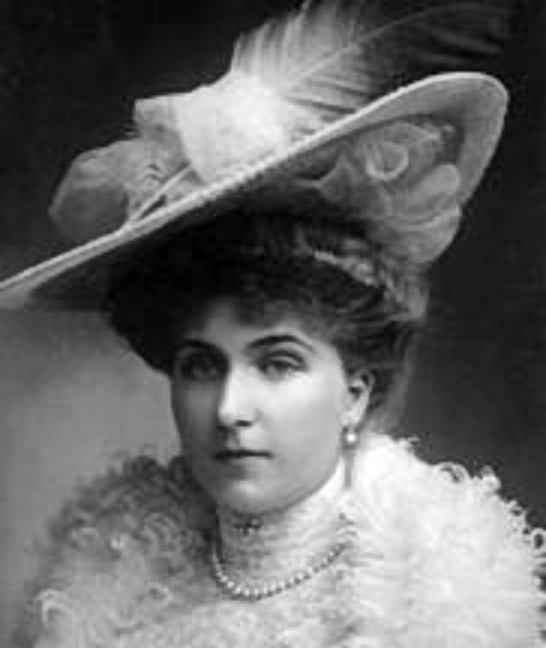
Виктория Евгения Баттенбергская

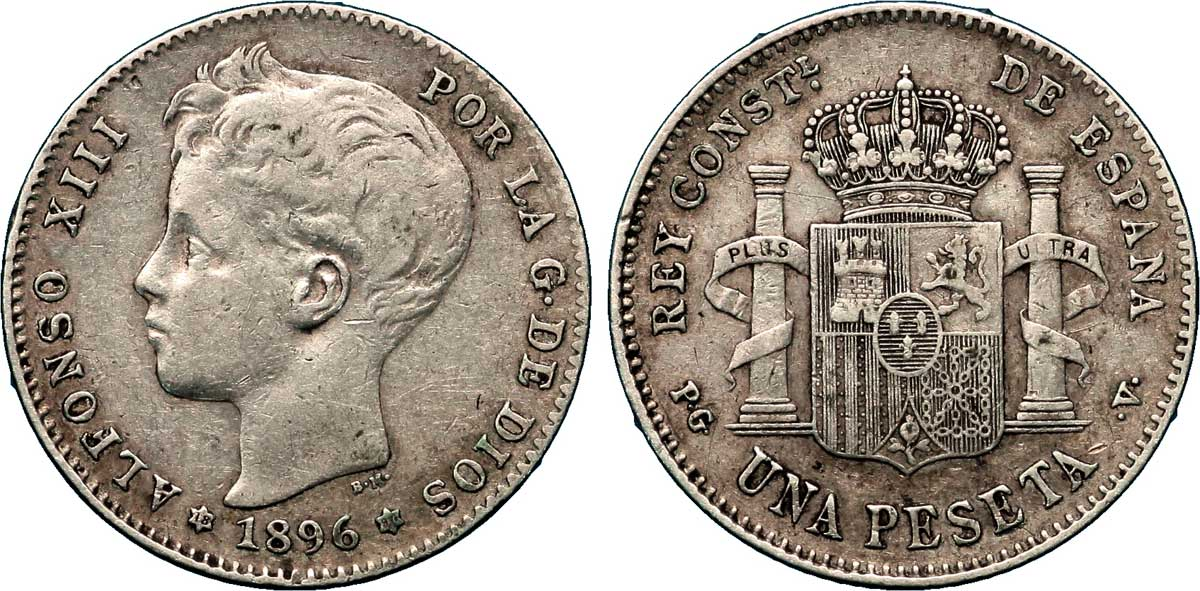
1 песета 1896 года

Альфонсо был женат с 1906 на принцессе Виктории Евгении Баттенбергской, дочери Генриха Баттенберга и внучке королевы Виктории. Из четырёх сыновей короля старший, инфант Альфонсо, и самый младший, Гонсало, страдали гемофилией и оба погибли после несчастных случаев. Второй сын короля, Хайме, был глухонемым. В эмиграции королевская чета рассталась. Незадолго до смерти в 1941 году Альфонсо формально отрёкся от испанского престола (чего он не сделал при изгнании) в пользу единственного здорового сына — Хуана, графа Барселонского (сыновей-гемофилов к этому времени уже не было в живых). Альфонсо XIII умер 28 февраля 1941 года в Риме.

### Дети
- Альфонсо (1907—1938), граф Ковадонга, гемофилик, был дважды женат, детей нет;
- Хайме (1908—1975), герцог Сеговии, глухой, был дважды женат, двое сыновей, двое внуков (один умер в 12 лет), трое правнуков и правнучка;
- Беатриса, инфанта Испании (1909—2002), в браке с Алессандро Торлония;
- Фернандо (1910), мертворождённый;
- Мария Кристина (1911—1996), в браке с Энрико Мароне-Чинзано;
- Хуан (1913—1993), граф Барселонский;
- Гонсало (1914—1934), гемофил, детей нет.

Потомство глухонемого дона Хайме (Кадисская ветвь) в настоящее время также существует. Будучи династически старше Хуана Карлоса и его потомков, они претендуют на главенство в роде Бурбонов, а также на несуществующий французский престол; их права на испанский престол согласно действующей конституции не предусмотрены.
Известно о шести внебрачных детях Альфонсо XIII. 21 мая 2003 года испанский суд установил юридически факт отцовства Альфонсо XIII в отношении Леандро де Бурбона (исп. Leandro de Borbón, 1929—2016), сына испанской актрисы Кармен Руис Морагас (исп. Carmen Ruiz Moragas). Таким образом, Леандро де Бурбон мог претендовать на титул инфанта.

## Увековечивание памяти
- В 1920 году присвоил футбольному клубу из Мадрида титул Королевский, что по-испански звучит как Real, соответственно, до сих пор клуб так и именуется — Real Madrid.
- В честь Альфонсо назван астероид (925) Альфонсина, открытый в 1920 году.
- Отель в Севилье носит его имя.